# میخائیل تومسکی
میخائیل پاولوویچ تومْسْکی با نام اصلی میخائیل پاولوویچ یفرِموف ‏(۳۱ اکتبر ۱۸۸۰ – ۲۲ اوت ۱۹۳۶)، کارگر کارخانه، فعال اتحادیه‌های کارگری و سیاستمدار شوروی بود. او در دههٔ ۱۹۲۰ رئیس شورای مرکزی اتحادیه‌های کارگری سراسر اتحاد جماهیر شوروی بود.
تومسکی در جوانی، تومسکی در کارخانهٔ مهندسی اسمیرنوف در سن‌پترزبورگ کار می‌کرد، اما سرانجام به دلیل تلاش برای سازمان‌دهی یک اتحادیهٔ کارگری از آن شغل اخراج شد. در سال ۱۹۰۴ به‌عنوان یک کارگر مبارز به حزب سوسیال دموکرات کارگری روسیه پیوست و در نهایت به جناح بلشویک این حزب ملحق شد. پیش از هر چیز فعالیت خود را وقف ایجاد اتحادیه‌های کارگری در روسیه کرد: او در سال ۱۹۰۵ اتحادیهٔ کارگران فلز در روِفل و نیز اتحادیهٔ حفاران و کارگران چاپ سنگی را در سن‌پترزبورگ بنیان گذاشت. فعالیت‌های کارگری او باعث شد دیدگاه‌های سیاسی‌اش رادیکال شود و به سوسیالیسم گرایش پیدا کند. در سال ۱۹۰۷ به‌عنوان نمایندهٔ حزب کارگر سوسیال دموکرات روسیه در پنجمین کنگرهٔ آن در لندن انتخاب شد و پس از بازگشت به روسیه، برای در امان ماندن از سرکوب حکومت تزاری، به فعالیت مخفی روی آورد. تومسکی زمانی که حرفهٔ چاپ را در پیش گرفت، یک بلشویک بود، و از آنجا که اتحادیهٔ کارگران چاپخانه از پایگاه‌های اصلی بلشویک‌ها به‌شمار می‌رفت، او در تمام زندگی سیاسی خود در جناح راست حزب باقی ماند. او یکی از چهره‌های برجستهٔ جناح راست، در کنار نیکلای بوخارین و آلکسی رایکوف، و از نسل قدیمی بلشویک‌ها که استالین آنان را تصفیه کرد، شمرده می‌شود.
در سال ۱۹۰۸ بازداشت و زندانی شد و به اردوگاه تبعید فرستاده شد تا اینکه انقلاب ۱۹۱۷ روسیه او را آزاد کرد. پس از آزادی، به ریاست اتحادیه‌های کارگری روسیه انتخاب شد و در سال ۱۹۱۹ عضو کمیتهٔ مرکزی حزب کمونیست شوروی و در سال ۱۹۲۲ عضو دفتر سیاسی حزب شد. در سال ۱۹۲۱ به‌دلیل اعلام استقلال اتحادیه‌ها از مقام خود برکنار شد، اما در ۱۹۲۲ پس از انجام انتقاد از خود دوباره به ریاست بازگشت. تومسکی از بنیان‌گذاران اصلی انترناسیونال سرخ اتحادیه‌های کارگری (پروفینترن) در سال ۱۹۲۰ و دبیر آن بود. بین سال‌های ۱۹۲۵ تا ۱۹۲۷ از نزدیکی اتحادیه‌های کارگری روسیه و غرب حمایت کرد و در سال ۱۹۲۵ پشت تشکیل کمیتهٔ مشترک اتحادیه‌های انگلو-روسی قرار داشت. او در بحران اتحادیه‌ها در سال ۱۹۲۰ با تروتسکی مخالفت کرد و از محبوبیت زیادی برخوردار بود که این امر با اتحادش با استالین در سال ۱۹۲۵ به او امکان دست‌یابی به قدرت را داد. با این حال، او بعدها با روش‌های استالین مخالفت کرد و به سیاست جمعی‌سازی کشاورزی نیز دشمنی ورزید. از سال ۱۹۲۸ به‌نظر استالین، تومسکی به‌دلیل تسلطش بر دستگاه عظیم اتحادیه‌ها، به مانع اصلی تبدیل شد که باید از میان برداشته می‌شد. اوایل سال ۱۹۲۹ از دفتر سیاسی کنار گذاشته شد و از ریاست اتحادیه‌ها برکنار گشت.
تومسکی در جریان تحقیقات پیش از نخستین دادگاه مسکو در سال ۱۹۳۶، که آغازگر «پاکسازی بزرگ» بود، متهم شد. نام او در جریان محاکمات مسکو اول مطرح شد، زمانی که مدیر انتشارات دولتی بود. از بیم سرنوشتی شوم و برای اجتناب از دستگیری توسط ان‌کاوه‌ده در ۲۳ اوت ۱۹۳۶ خودکشی کرد.